# Turning Point (2024)
Turning Point (2024) – gala wrestlingu organizowana przez amerykańską federację Total Nonstop Action Wrestling (TNA), która była transmitowana na żywo za pomocą platformy TNA+. Odbyła się 29 listopada 2024 w Benton Convention Center w Winston-Salem w stanie Karolina Północna. Była to dziewiętnasta gala z cyklu Turning Point, a zarazem siódma gala TNA+ Monthly Specials w 2024 roku.
Na gali odbyło się osiem walk, w tym jedna w pre-show Countdown to Turning Point. W walce wieczoru, Nic Nemeth pokonał Eddiego Edwardsa broniąc TNA World Championship. W innych ważnych walkach, Masha Slamovich pokonała Jordynne Grace 2–1 w two out of three falls matchu broniąc TNA Knockouts World Championship, Steve Maclin pokonał Josha Alexandera w No Disqualification matchu oraz Moose pokonał Laredo Kida broniąc TNA X Division Championship. Także podczas wydarzenia zadebiutował w TNA Matt Riddle.

## Tło
11 lipca 2024, Total Nonstop Action Wrestling ogłosiło że gala Turning Point odbędzie się 29 listopada 2024 w Benton Convention Center w Winston-Salem w stanie Karolina Północna.

## Rywalizacje
Turning Point oferowało walki wrestlingu z udziałem różnych zawodników na podstawie przygotowanych wcześniej scenariuszy i rywalizacji, które są realizowane podczas cotygodniowych odcinków programu Impact!. Wrestlerzy odgrywają role pozytywnych (face) lub negatywnych bohaterów (heel), którzy rywalizują pomiędzy sobą w seriach walk mających budować napięcie.

### Pojedynek o TNA World Championship
31 października na odcinku Impact!, The System (Eddie Edwards i JDC) pokonali Joe Hendry’ego i TNA World Championa Nica Nemetha w walce tag teamowej; nieporozumienie pomiędzy tymi dwoma drużynami pozwoliło Edwardsowi przypiąć Nemetha. W kolejnym tygodniu TNA oficjalnie ogłosiło, że Edwards będzie walczył z Nemethem o TNA World Championship na Turning Point.

### Pojedynek o TNA Knockouts World Championship
Na Bound for Glory, Masha Slamovich pokonała Jordynne Grace, zdobywając TNA Knockouts World Championship. Dwa tygodnie później na Impact!, Alisha Edwards – była partnerka tag teamowa Slamovich – wyszła na arenę i zrugała swoją byłą partnerkę. Slamovich skonfrontowała się z Edwards wkrótce potem, rzucając jej wyzwanie na No Disqualification match o Knockouts World Championship na przyszłotygodniowy odcinek. Następnie Grace przerwała im, ujawniając, że powołała się na klauzulę rewanżu na Turning Point i zmierzy się ze Slamovich lub Edwards o tytuł na tym wydarzeniu. Tydzień później Slamovich pokonała Edwards w obronie tytułu, oficjalnie stając się mistrzynią w walce z Grace na Turning Point, z którą zmierzy się w two out of three falls matchu.

### Six-way Turkey Bowl
Podczas Impact! 14 listopada TNA ogłosiło powrót TNA Turkey Bowl, tradycji Święta Dziękczynienia, która polega na wieloosobowej walce, w którym przegrany będzie zmuszony założyć kostium indyka. Joe Hendry, Eric Young, Hammerstone, Brian Myers, TNA Digital Media Champion i International Heavyweight Wrestling Champion PCO i John Skyler zostali ogłoszeni uczestnikami.

### Josh Alexander vs. Steve Maclin
Na Bound for Glory Josh Alexander pokonał Steve’a Maclina po ciosie poniżej pasa i związaniu mu rąk plastikowymi kajdankami. Od tego czasu Maclin był opętany próbami zemsty na Alexandrze, nawet kosztem przegrywania walk z The Northern Armory (Alexander, Judas Icarus i Travis Williams). 19 listopada TNA ogłosiło rewanż między Alexandrem a Maclinem o Turning Point w No Disqualification matchu. Tydzień później TNA ogłosiło również, że reszta Northern Armory nie będzie mogła przebywać przy ringu podczas walki.

### Frankie Kazarian vs. Mike Santana
Podczas Impact! z 4 lipca, Frankie Kazarian pokonał Mike’a Santanę w ramach serii „Road to Slammiversary”, aby zakwalifikować się do walki o TNA World Championship na Slammiversary; JDC zaatakował Santanę z zewnątrz i dał Kazarianowi zwycięstwo poprzez wyliczenie. Kilka miesięcy później, 21 listopada, Santana wygłosił promo na ringu o swoich celach zdobycia tytułu mistrza świata, zanim został skonfrontowany z Kazarianem, zwycięzcą Call Your Shot Gauntlet na Bound for Glory. Obaj kłócili się o to, kto zostanie następnym mistrzem, co zakończyło się tym, że Santana wyzwał Kazariana na walkę na Turning Point. TNA później oficjalnie uznało walkę.

### Pojedynek o TNA X Division Championship
Na odcinku Impact! z 21 listopada, Laredo Kid i Leon Slater pokonali The System (JDC i TNA X Division Championa Moose’a), a Slater przypiął JDC i wygrał. Następnie System zaatakował Slatera po walce, zanim został przegoniony przez Laredo Kida dzierżącego krzesło. TNA ogłosiło następnie, że Moose będzie bronił X Division Championship przeciwko Laredo Kidowi na Turning Point.

## Wyniki walk
| Nr                                                                   | Wyniki | Stypulacje                                                                                     | Czas  |
| -------------------------------------------------------------------- | --- | ---------------------------------------------------------------------------------------------- | ----- |
| 1P                                                                   | Rosemary pokonała Savannah Evans i Xię Brookside poprzez pinfall                                                        | Three-way match                                                                                | 9:11  |
| 2                                                                    | Mike Santana pokonał Frankiego Kazariana poprzez pinfall                                                                | Singles match                                                                                  | 12:27 |
| 3                                                                    | Joe Hendry pokonał Briana Myersa, Erica Younga, Hammerstone’a, Johna Skylera i Rhino poprzez pinfall                    | Six-way Thanksgiving Turkey Bowl match Myers został przypięty i musiał założyć kostium indyka. | 8:13  |
| 4                                                                    | Moose (c) (z Alishą Edwards) pokonał Laredo Kida poprzez pinfall                                                        | Singles match o TNA X Division Championship                                                    | 8:21  |
| 5                                                                    | Steve Maclin pokonał Josha Alexandera poprzez pinfall                                                                   | No Disqualification match                                                                      | 23:43 |
| 6                                                                    | The Hardys (Matt Hardy i Jeff Hardy) i Ace Austin pokonali Kushidę, Zachary’ego Wentza i Matta Riddle’a poprzez pinfall | Six-man tag team match                                                                         | 16:04 |
| 7                                                                    | Masha Slamovich (c) pokonała Jordynne Grace 2–1                                                                         | Two out of three falls match o TNA Knockouts World Championship                                | 19:40 |
| 8                                                                    | Nic Nemeth (c) pokonał Eddiego Edwardsa (z Alishą Edwards) poprzez pinfall                                              | Singles match o TNA World Championship                                                         | 22:02 |
| (c) – mistrz/mistrzyni przed walkąP – walka miała miejsce w pre-show | |                                                                                                |       |

Uwagi
1. ↑  Pierwotnie walka miała rozegrać się pomiędzy The Hardys i Ace Austin a The Rascalz (Trey Miguel i Wentz) i Kushidą, ale Miguel nie mógł się pojawić z powodu problemów z podróżą.